# Tanurdžićův palác
Tanurdžićův palác (v srbštině Танурџићева палата/Tanurdžićeva palata) je funkcionalistická budova v centru Nového Sadu v Srbsku. 

## Poloha
Stavba se nachází na Náměstí svobody (trgu Slobode), naproti kostelu Jména Panny Marie a táhne se až k ulici Ilije Ognjatovića. Jedná se o jednu z největších staveb na území města Novi Sad, která byla zrealizována v meziválečném období (spolu s budovou vlády a parlamentu AP Vojvodina).

## Popis stavby
Šestipatrová nápadná budova zabírá celou jižní část bloku při ulici Modene. Páté patro je upozaděno a obklopeno rozsáhlým balkonem, který zabírá celý prostor směrem k ulici. Nápadné jsou zaoblené rohy směrem k náměstí Svobody a ulici Ilije Ognjatovića. Na straně přiléhající k dvoru jsou umístěny dvě výtahové šachty.
Přízemí a první patro budovy slouží jako komerční prostor pro různé obchody, vyšší patra jako byty a kanceláře a část také jako hotel. Bytů se zde nacházelo celkem 36, jeden z nich, který měl rozlohu 300 m², připadl rodině vlastníka objektu.
Budova je dlouhá 105 m.

## Architektonický styl
Palác byl vybudován ve stylu odkazujícím na školu bauhaus v první polovině 30. let. Jeho autorem je srbský architekt první poloviny 20. století, modernista Đorđe Tabaković.

## Historie

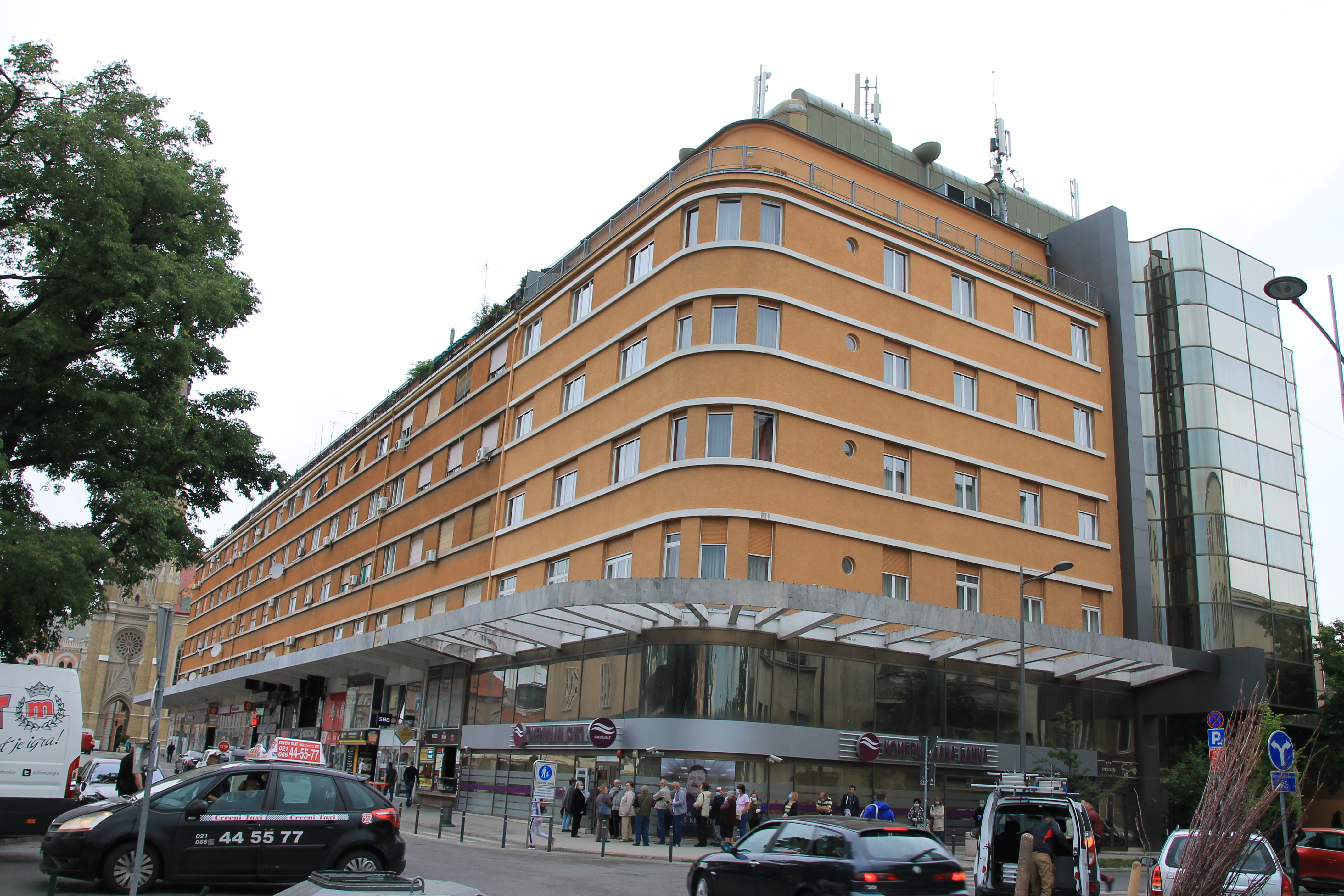
Jižní okraj budovy.

Nikola Tanurdžić koupil pozemek v roce 1932.
Do architektonické soutěže na výstavbu velké budovy se přihlásilo na 400 lidí. Na místě, které bylo určené pro palác se dříve nacházela pivnice Minhen, která byla zbourána. Budova stála postavit čtyři miliony tehdejších dinárů.
Slavnostně byl otevřen roku 1934 za přítomnosti jugoslávského krále Aleksandra Karađorđeviće a podnikatele Nikoly Tanurdžiće. Palác nebyl vybudován najednou celý – část budovy, která v současné době slouží jako hotel, byla dokončena až na přelomu let 1939/1940). Přízemí hotelu bylo obloženo mramorovými deskami, jednotlivé pokoje odpovídaly tehdejšímu evropskému standardu. Tanurdžić měl i vlastní sklad náhradních dílů pro potřebné vybavení celého objektu, např. výtahy.
Ve své době se jednalo o jednu z mála architektonických inovací na území jugoslávského království [zdroj?] a jedinou velkou stavbu z 30. let, která byla v centru Nového Sadu, přímo na náměstí, vybudována vedle původní zástavby z druhé poloviny 19. století. Stavba překračovala (a dodnes překračuje) svoji výškou okolní zástavbu. Obchodní prostory byly považovány za jedny z nejreprezentativnějších v celém městě.
Palác patřil úspěšné podnikatelské rodině Tanurdžićů a její název nese neformálně i do dnešních dnů. Před vypuknutím druhé světové války sloužila jedna jeho část jako obchodní dům (nacházelo se zde 14 obchodů) a kino; další pak byla určena k bydlení. Kino (s názvem Reks) patřilo k nejmodernějším ve městě a jeho hlavní sál měl kapacitu 700 diváků.
Když se k moci dostali komunisté, byl palác znárodněn. Z velkého bytu byla rodina Tanurdžićů vystěhována a dosídleni sem byli důstojníci Jugoslávské lidové armády. Hotel byl přejmenován na Hotel Putnik a také znárodněn. V roce 1979 byl doplněn malou přístavbou v ulici Iliji Ognjatovića.
Původní kino s názvem „Reks“ bylo přejmenováno na „Lidové kino“ (Narodni bioskop) a stavebními úpravami se zvýšil i počet bytů z původních 35 na rovných 60.
V lednu 1970 vypukl v budově požár. Zničeno bylo sedm bytů a požár se rozšířil i na střechu paláce.
V letech 2010/2011 byla budova zrekonstruována.[zdroj?]
V současné době v paláci sídlí Hotel Putnik. Část budovy byla přestavěna na byty a v přízemí se nacházejí kanceláře různých společností, včetně turistického informačního centra města Novi Sad. V roce 2012 získala rodina Tanurdžićů část budovy v restituci zpět, nicméně se tak stalo po smrti původního vlastníka.
V roce 2022 byla v blízkosti paláce (pod ulicí Modene) budována podzemní garáž, jejíž výstavba jistým způsobem ovlivnila stavbu.